# Nunavut

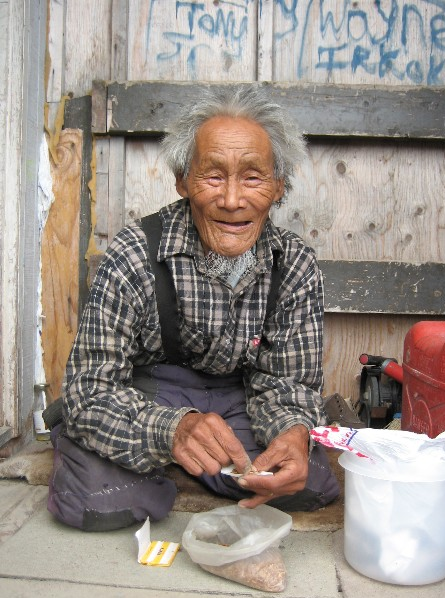
Inuit din Arviat, Nunavut

Nunavut este cel mai recent și cel mai întins teritoriu al Canadei, localizat în nord-estul țării, in zona continentală din nord-vestul golfului Hudson și în cea mai mare parte a Arhipelagului Arctic Canadian. Numele teritoriului înseamnă în limba inuktitut "pământul nostru", teritoriul canadian fiind mare cât Europa de Vest.
În iunie 1993, Parlamentul canadian a adoptat "Legea în privința revendicărilor teritoriale asupra Nunavut" și "Legea Nunavut". După stabilirea frontierelor noului teritoriu, Nunavut s-a desprins de Teritoriile de Nord-vest în 1999.
Capitala este Iqaluit, temperatura medie în iulie fiind +4/+12 grade Celsius, iar cea din ianuarie fiind -31/-23 grade.
Teritoriul se întinde pe o suprafață de 2.038.722 km² și are 35.600 locuitori, majoritatea eschimoși, în 2013. 
Din punct de vedere administrativ, teritoriul este împărțit în trei regiuni:
- Kitikmeot
- Kivalliq
- Qikiqtaaluk

Economia teritoriul este controlată de Guvernul teritorial-inuit, nefiind foarte diversă: minerit, extracția de petrol și de gaz natural, meștesuguri artistice, pescuit, turism, transport, vânătoare. Din punct de vedere educațional, există Colegiul Arctic Nunavut, de profil universitar, înființat în 1995 la Arviat. Există câteva baze militare și centre de cercetare științifică (Canadian High Arctic Research Station - CHARS). Anual, în aprilie, Iqaluit găzduiește "Nunavut Mining Symposium", o expoziție ce prezintă activitatea economică din zonă.
Potrivit recensământului din 2006, 69,54% din populație vorbește inuktitut, 26,75% engleza, 1,27% franceza, iar 1,02% inuinnaqtun. Totodată, 58% din populație aparține Bisericii anglicane a Canadei, 23% sunt catolici, iar 4% penticostali.